# استفان مولر (بازیکن فوتبال، زاده ۱۹۷۴)
استفان مولر (انگلیسی: Stefan Müller؛ زادهٔ ۸ مارس ۱۹۷۴) بازیکن فوتبال اهل آلمان است.
از باشگاه‌هایی که در آن بازی کرده‌است می‌توان به باشگاه فوتبال فرایبورگ اشاره کرد.
وی همچنین در تیم ملی فوتبال زیر ۲۱ سال آلمان بازی کرده‌است.